# 赖曼礼堂
赖曼礼堂（Ryman Auditorium）是一个2362个座位的现场演出场地，位于美国田纳西州纳什维尔第五大道116号，自1963年至1974年曾是大奧普里剧院（Grand Ole Opry）。
1971年，赖曼礼堂列入国家史迹名录，2001年6月25日又列为国家历史地标。 

## 历史
赖曼礼堂在1892年开放，原为“联合福音会幕”（Union Gospel Tabernacle）。系虔诚的纳什维尔商人托马斯·赖曼为奋兴布道家塞缪尔·波特·琼斯而建的大型教堂。工程历时7年，耗资10万美元。 建筑师休·卡斯卡特·汤普森设计了这座建筑。1904年赖曼去世，在其追思礼拜上，琼斯提议建筑更名为赖曼礼堂。

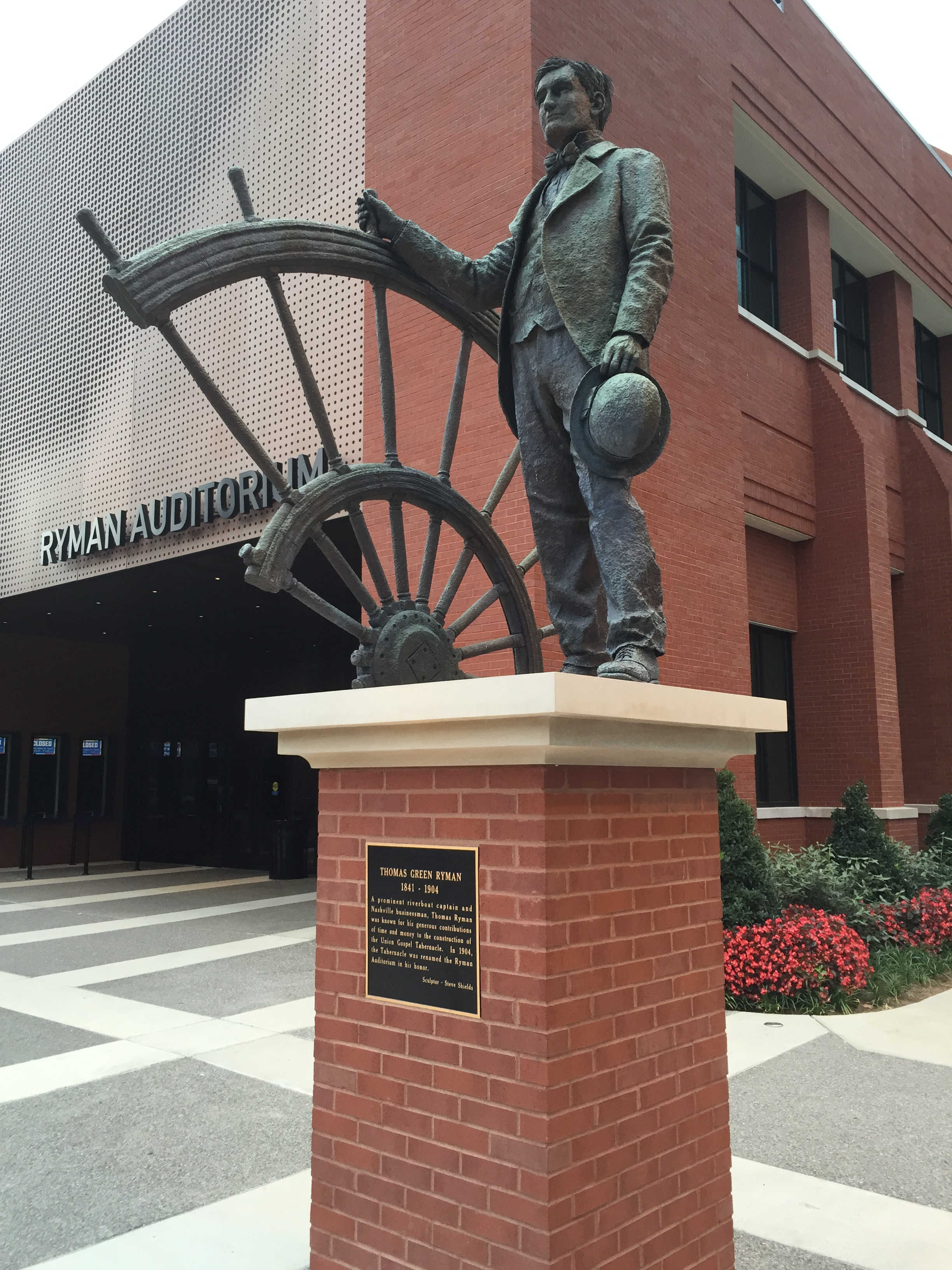
托马斯·赖曼雕像

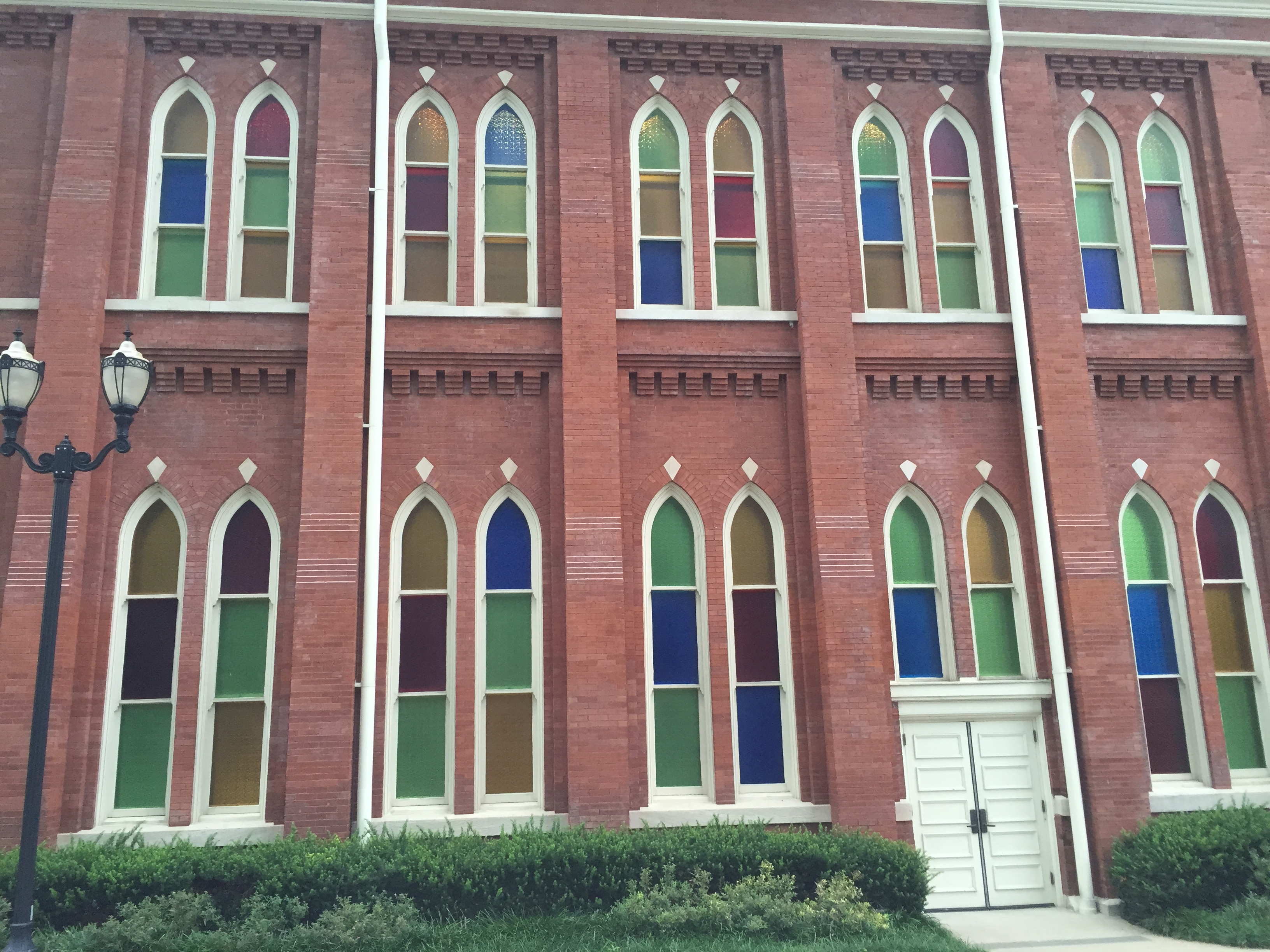
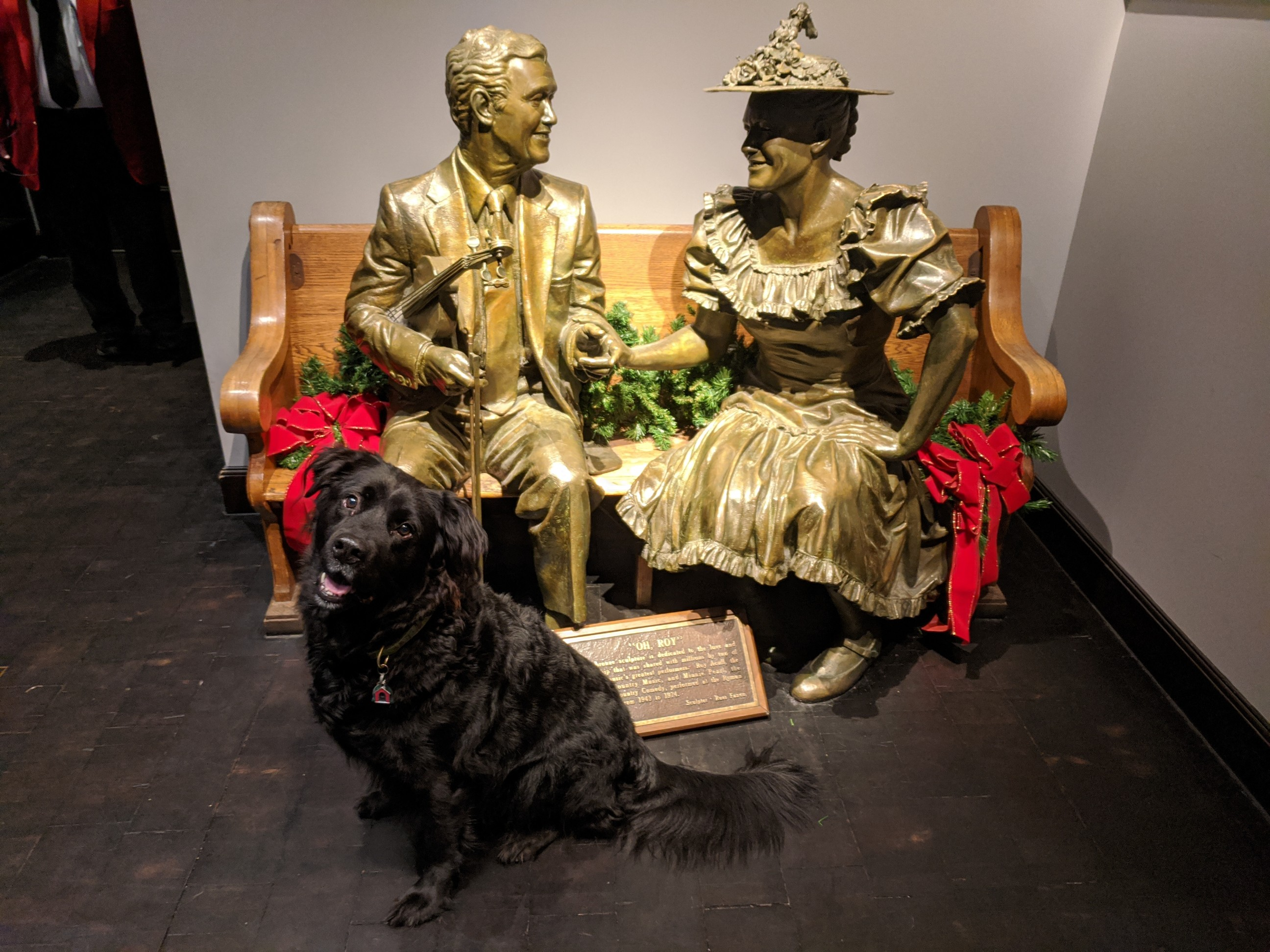
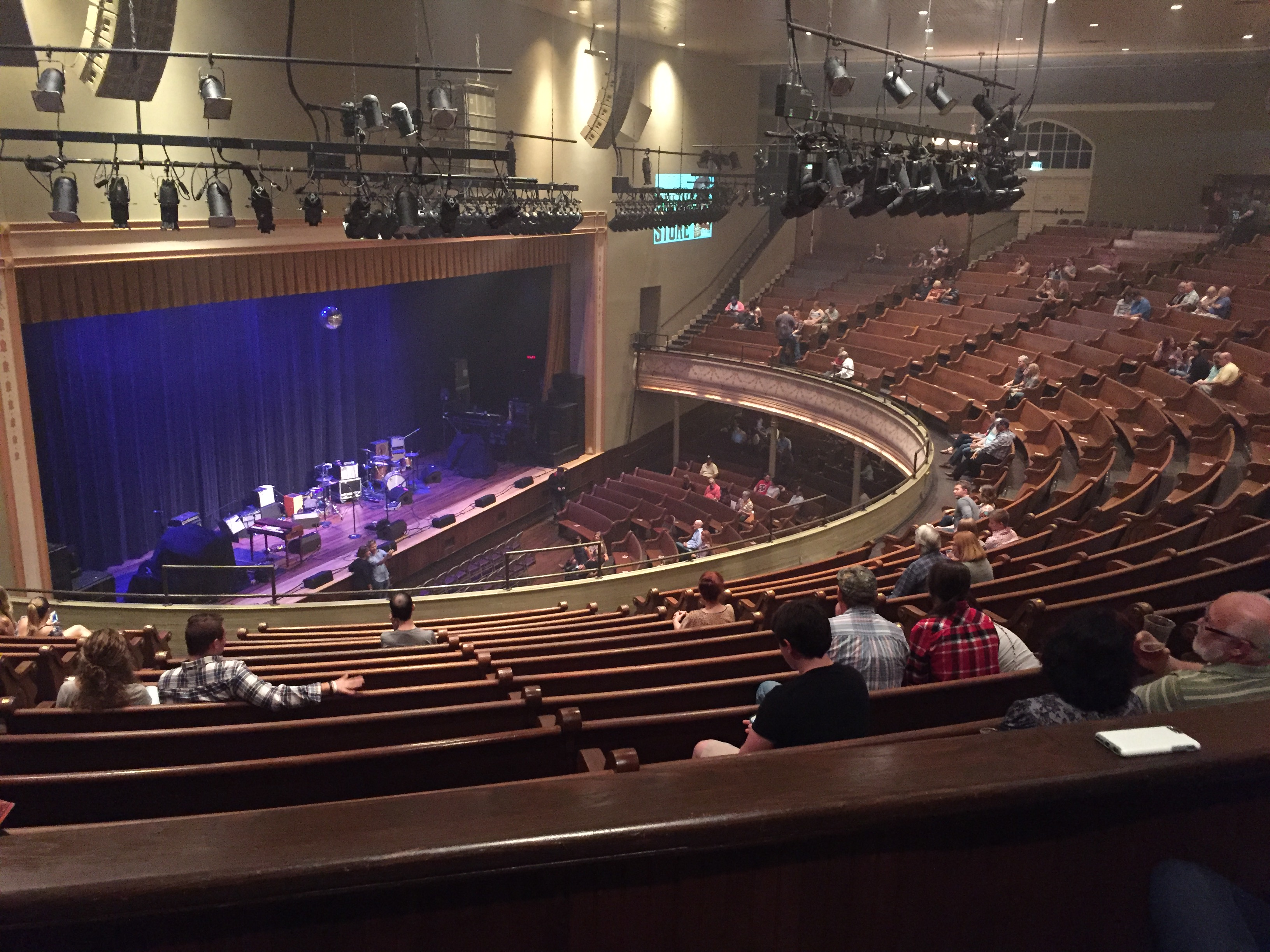
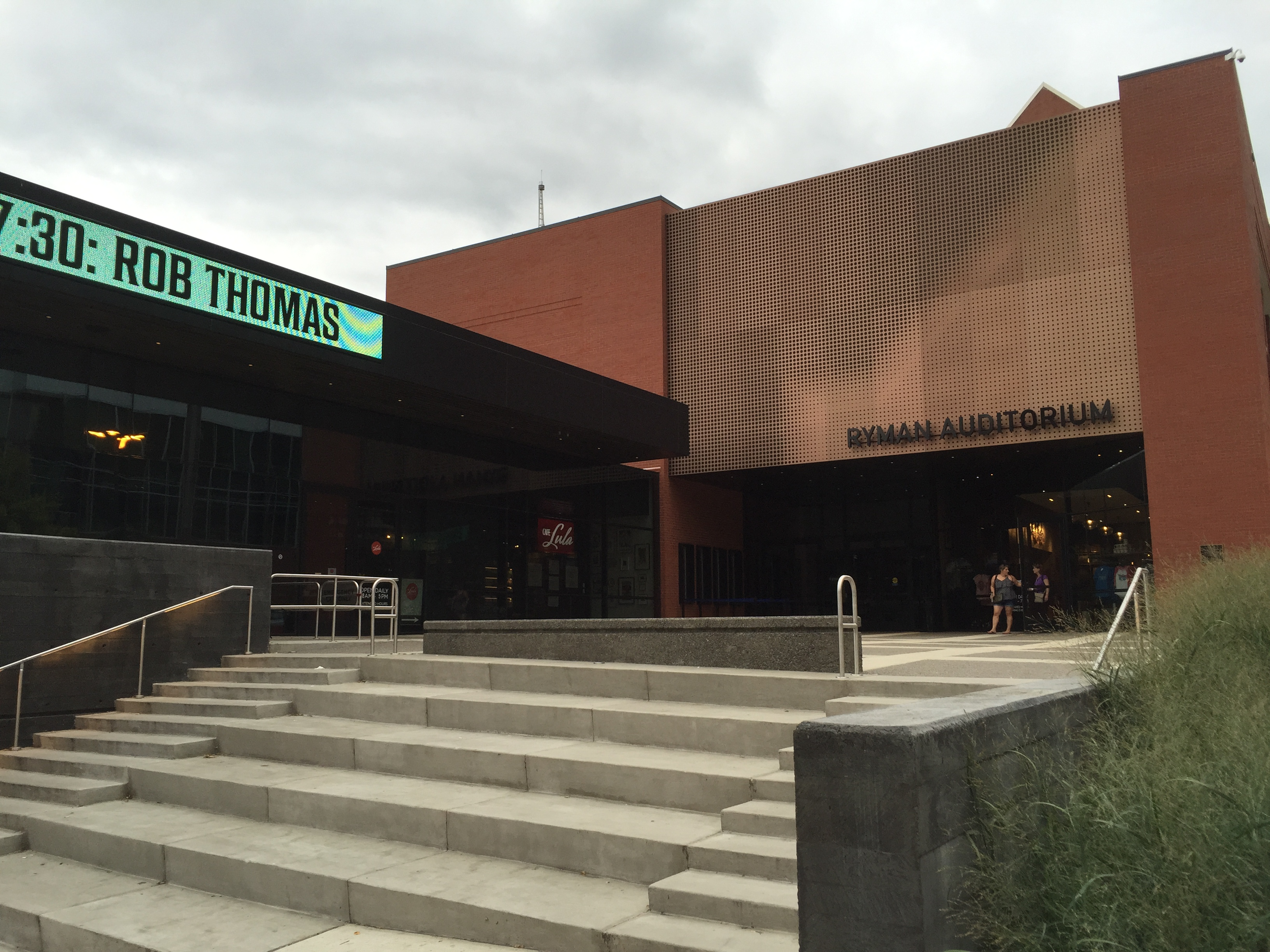
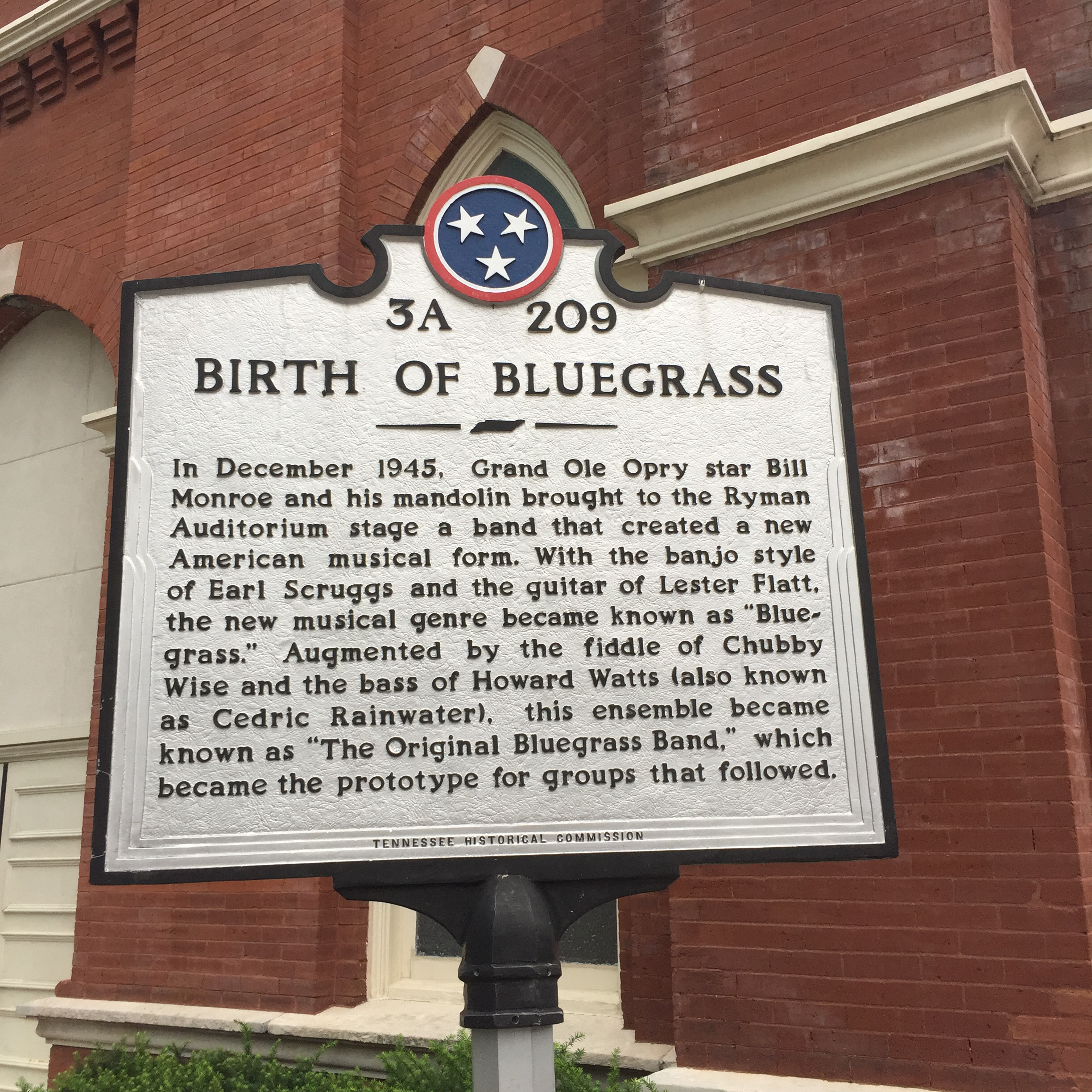